# TRY AGAIN (倉木麻衣の曲)
「TRY AGAIN」（トライ・アゲイン）は、日本の歌手・倉木麻衣の楽曲で、39枚目のCDシングル。2013年2月6日にNORTHERN MUSICから発売。

## 概要
楽曲は、読売テレビ・日本テレビ系アニメ『名探偵コナン』第35期オープニングテーマとして使用された。倉木としては、16度目となる『名探偵コナン』のタイアップである。
前作「恋に恋して/Special morning day to you」より約6か月ぶりとなるシングル。また、2013年に発表した唯一のシングル。シングル盤は、一般には初回限定盤と名探偵コナン盤、通常盤の3形態での発売、さらにファンクラブ会員とMusing会員限定で発売されるMusing&FC盤も含め、実質的に4形態での発売となる。各ジャケットもそれぞれ異なっている。初回限定盤と名探偵コナン盤にのみ、DVDが付属。シングル盤の規格品番はそれぞれ、通常盤がVNCM-6031、初回限定盤がVNCM-6029、名探偵コナン盤がVNCM-6030、FC&Musing盤がVNCF-6031である。
2021年現在、倉木麻衣がリリースしたCDシングル作品の中で最も売り上げ枚数の少ない作品である。

## シングル収録曲
CD
（全作詞：倉木麻衣）
1. TRY AGAIN (4:29)
作曲：徳永暁人 / 編曲：Cybersound
  - 読売テレビ系『名探偵コナン』オープニングテーマ

2. さくら さくら… (4:46)
作曲：大野愛果 / 編曲：林良
3. TRY AGAIN -Instrumental- (4:29)
4. さくら さくら… -Instrumental- (4:43)

初回限定盤付属DVD
TRY AGAIN -Music Clip-
名探偵コナン盤付属DVD
「TRY AGAIN」名探偵コナンオープニング映像 〜ノンテロップver.〜

## 収録アルバム
- MAI KURAKI BEST 151A -LOVE & HOPE-
- THE BEST OF DETECTIVE CONAN 5 〜名探偵コナン テーマ曲集5〜（#1）
- 倉木麻衣×名探偵コナン COLLABORATION BEST 21 -真実はいつも歌にある!-（#1）